# Чистяков, Константин Сергеевич
Константин Сергеевич Чистяков (19 марта 1970, Уфа, Башкирская АССР) — советский и российский горнолыжник, мастер спорта СССР международного класса (1988), чемпион СССР, участник зимних Олимпийских игр 1988 и 1992 годов.

## Биография
Чистяков Константин Сергеевич родился 19 марта 1970 года в Уфе. 
Горнолыжным спортом начал заниматься в Детско-юношеской спортивной школе добровольного спортивного общества «Зенит» под руководством тренеров Е. Г. Козлова и Т. Н. Козловой. Быстро проявил способности в скоростных дисциплинах и уже в юном возрасте вошёл в число перспективных спортсменов страны.
В 1986 году в возрасте 16 лет вошёл в состав сборной команды СССР. В том же году начал выступления на международной арене в категории юниоров, где добился выдающихся результатов.
В 1988 году Константин Чистяков стал чемпионом мира среди юниоров в троеборье, подтвердив статус одного из сильнейших молодых горнолыжников СССР. В том же году он стал чемпионом СССР в слаломе-гиганте, а в 1989 году завоевал титулы чемпиона страны в скоростном спуске и супергиганте. В 1990 году на Спартакиаде народов СССР завоевал серебряную медаль в слаломе-гиганте.
Он является многократным победителем и призёром международных соревнований в Европе и Северной Америке, входил в десятку сильнейших на этапах FIS.
Чистяков дважды представлял страну на зимних Олимпийских играх.
Калгари 1988 (в возрасте 17 лет) — выступал за сборную СССР:
- Супергигант — не финишировал
- Гигантский слалом — 35-е место
- Слалом и комбинированная гонка — не финишировал

Альбервиль 1992 — в составе Объединённой команды (СНГ):
- Скоростной спуск — 24-е место
- Супергигант — 22-е место
- Комбинированная гонка — не финишировал

После завершения активных выступлений Константин Чистяков с 1996 года работал тренером-преподавателем. В 2003–2013 годах он возглавлял Специализированную детско-юношескую школу олимпийского резерва по горнолыжному спорту, где занимался подготовкой нового поколения лыжников. 
В 2005 году окончил Башкирский государственный педагогический университет, получив высшее образование в сфере физической культуры и спорта.

## Достижения
Чемпион мира в троеборье среди юниоров (1988). 
Чемпион СССР в слаломе-гиганте (1988), 
Чемпион СССР в скоростном спуске и супергиганте (1989), 
Серебряный призёр Спартакиады народов СССР (1990) в слаломе-гиганте, многократный победитель и призёр международных соревнований. 
Участник Олимпийских игр (1988, 1992). 
Член сборных команд СССР (с 1986), СНГ (1992).